# Högsäters kyrka
Högsäters kyrka är en kyrkobyggnad som tillhör Färgelanda-Högsäters församling i Karlstads stift. Den ligger i Högsäter i Färgelanda kommun.

## Historia

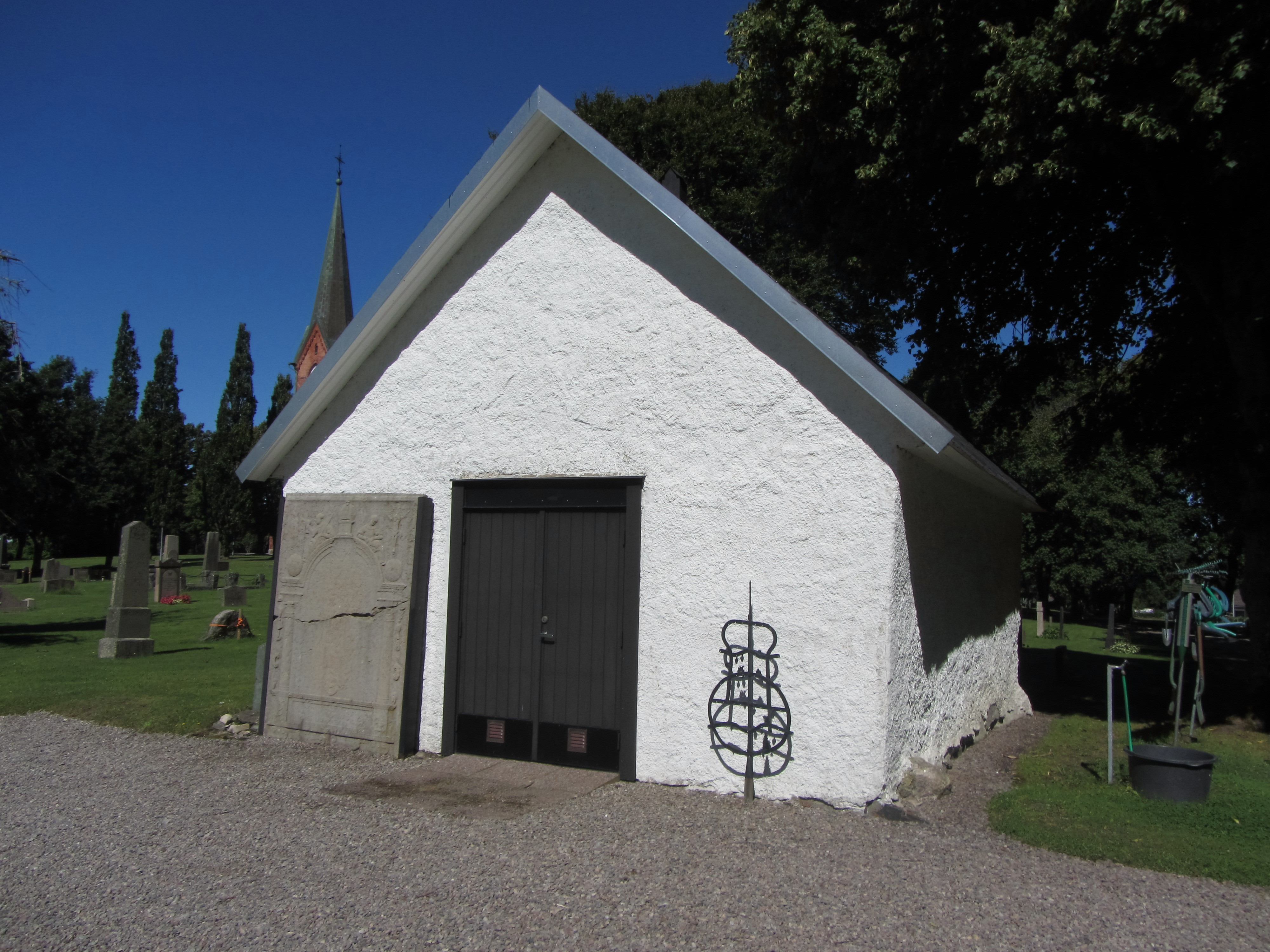
Gamla kyrkans sakristia.

Föregående kyrka av gråsten uppfördes troligen under äldre medeltid. År 1718 tillbyggdes ett vapenhus av trä vid södra sidan. Ett tresidigt kor och en sakristia tillkom sannolikt vid en ombyggnad 1732. Kyrkorummet hade platt innertak med målningar utförda av målarmästare Krok från 1700-talets första hälft. Kyrkan revs 1909, några år efter att nuvarande kyrka var färdigställd. Dock bevarades sakristian från 1732, vilken inreddes till gravkapell 1948.

## Kyrkobyggnaden
Nuvarande tegelkyrka i nygotisk stil uppfördes 1900-1902 efter ritningar av arkitekt Adrian C. Peterson. Kyrkan har en korsformad planform med ett smalare tresidigt kor i öster och ett torn i väster. Vid norra sidan finns en sakristia. Ingångar finns i södra och norra korsarmsgavlarna samt genom tornet i väster. De branta yttertaken är täckta med mönsterlagt skiffer. Kyrktornets höga spira är täckt med kopparplåt. Spiran kröns av en glob med ett kors. 
På grund av sitt höga läge och många komplicerade byggnadsdetaljer drabbades kyrkan tidigt av fuktproblem. Under 1920- 30- och 40-talen genomfördes utvändiga såväl som invändiga reparationer. En större renovering genomfördes 1975-1979 efter ritningar av Jerk Alton. Bland annat lades hela taket om. Skadat trävirke i takbjälklaget byttes ut. En ny sakristia inrymdes under norra läktaren, medan gamla sakristian blev andaktsrum. Vid en yttre renovering 1992 byttes skadat tegel ut i tornet och vid samma tillfälle gjordes en hydrofobering (ett slags fuktskydd) på tornets södra och västra sidor. År 1994 avlägsnades puts på tornets insida för att öka väggarnas förmåga att avge fukt inåt.

## Inventarier

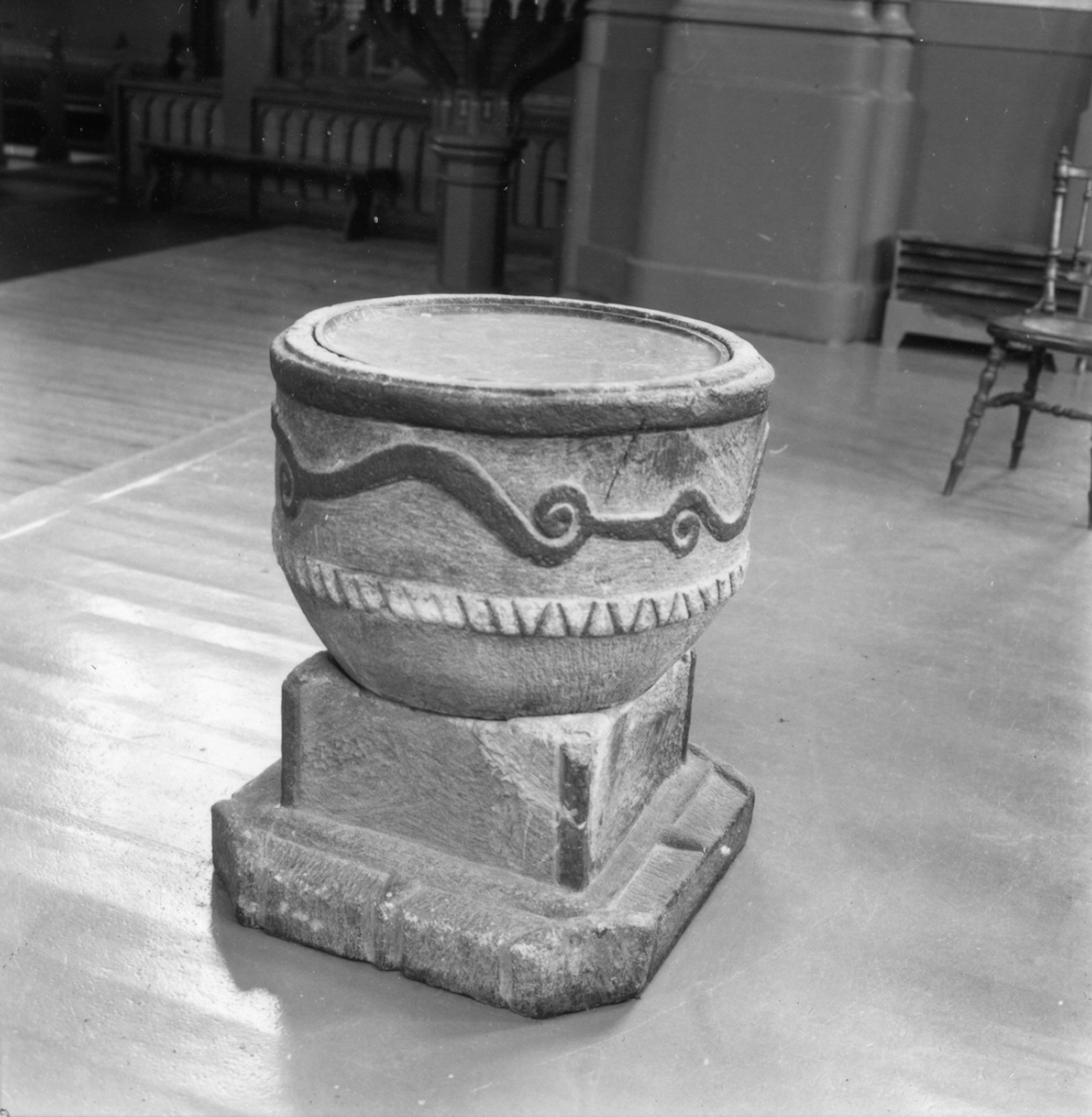
Dopfunt.

- Dopfunt av täljsten från 1200-talet. Höjd 75 cm i två delar. Cuppan är utförd i ljusare gråblå tälsten och med rik ornamentik: längs den övre kanten en rundstav, längs nederkanten en repstav och däremellan en växtranka i platt relief. Foten med skaft är utförd i mörkare gråsvart täljsten och unik i Dalsland. Den har en rektangulär bottenplatta med avfasade hörn, möjligen i tegelimitation, och därovan en fyrkantig plint med rundade hörn, vilken utgör skaft för cuppan. Ett stort uttömningshål finns i funtens mitt. Funten har skador och sprickor som har lagats med cement.[1] Vid renoveringen 1975-1979 förgylldes funten med guldbrons. Den står i korets södra del.
- Predikstolen är samtida med nuvarande kyrka. Den är rikt ornamenterad och har en sjusidig korg.

## Orglar
- Orgeln på läktaren i väster är från byggnadstiden 1902 och mycket välbevarad. Den stumma fasaden är ritad av kyrkans arkitekt Adrian C. Peterson och orgeln byggdes av Johannes Magnusson, Göteborg. A. Magnusson Orgelbyggeri AB, Mölnlycke reparerade verket 1984. Den mekaniska orgeln har tolv stämmor fördelade på två manualer och pedal. Orgeln har 3 fasta kombinationer och ett tonomfång på 54/27.[2]

| Huvudverk I  | Svällverk II        | Pedal   | Koppel    |
| Borduna 16´  | Violinprincipal 8´  | Bihängd | I/P       |
| Principal 8´ | Rörflöjt 8´         |         | II/P      |
| Gedackt 8´   | Salicional 8'       |         | II/I      |
| Gamba 8'     | Violin 8'           |         | I 4'/I    |
| Octava 4'    | Flûte octaviante 4' |         | II 16'/II |
| Octava 2'    | Crescendosvällare   |         |           |
| Trumpet 8'   |                     |         |           |

### Kororgel
- En mekanisk kororgel från Nils-Olof Berg, Nye Orgelbyggeri, Nye tillkom 1985. Den har nitton stämmor fördelade på två manualer och pedal. Fasaden är ritad av Jerk Alton, Kumla. Orgeln har ett tonomfång på 56/30.[3]

| Huvudverk I        | Svällverk II      | Pedal               | Koppel |
| Principal 8'       | Rörflöjt 8'       | Subbas 16'          | I/P    |
| Blockflöjt 8'      | Fugara 8'         | Principal 8' (tr I) | II/P   |
| Oktava 4'          | Principal 4'      | Fagott 16'          | II/I   |
| Italiensk flöjt 4' | Koppelflöjt 4'    |                     |        |
| Kvinta 2 2/3'      | Waldflöjt 2'      |                     |        |
| Oktava 2'          | Kvinta 1 1/3'     |                     |        |
| Mixtur IV-V        | Sesquialtera II   |                     |        |
| Trumpet 8'         | Tremulant         |                     |        |
|                    | Crescendosvällare |                     |        |

## Bilder

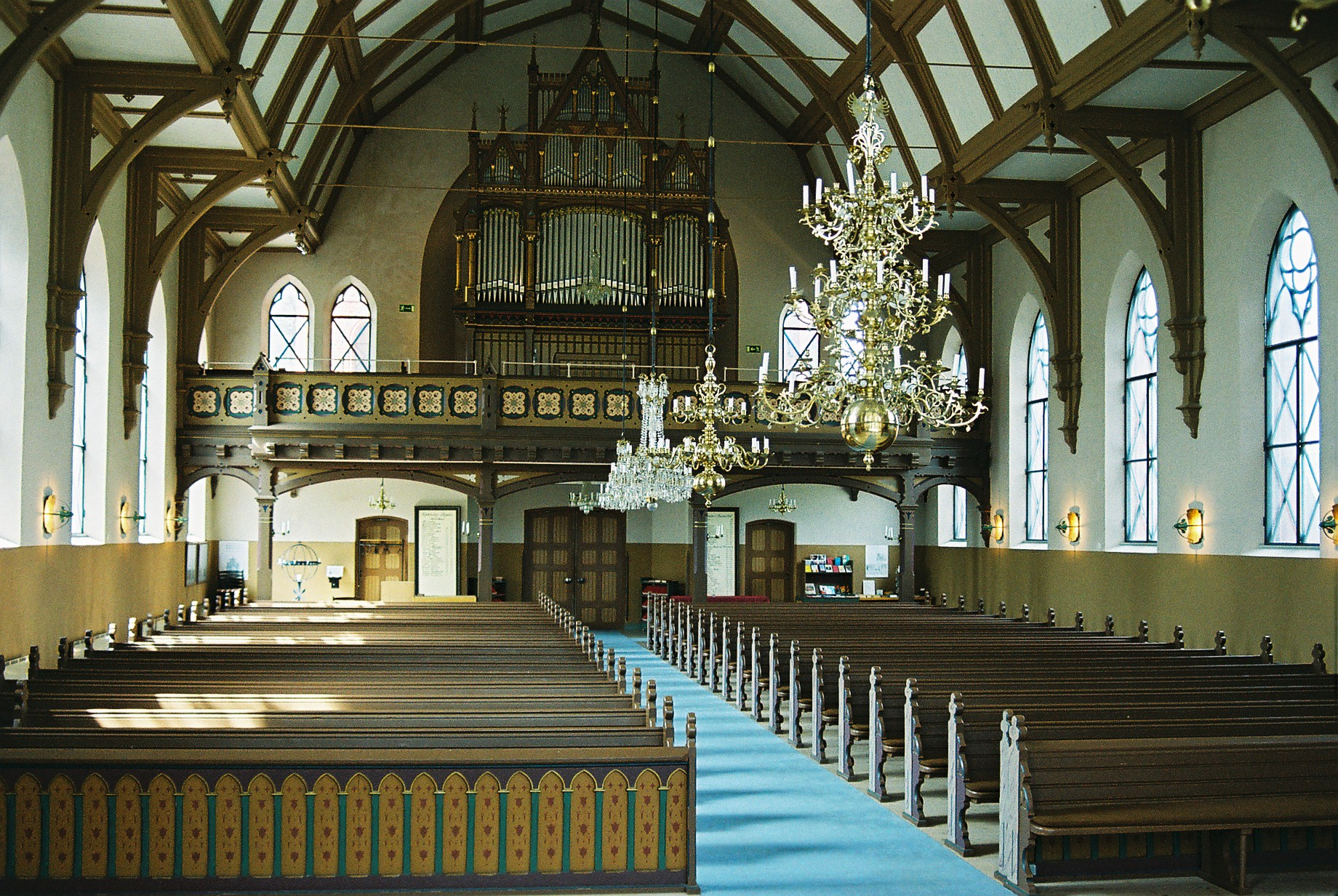
Kyrkorum mot väster
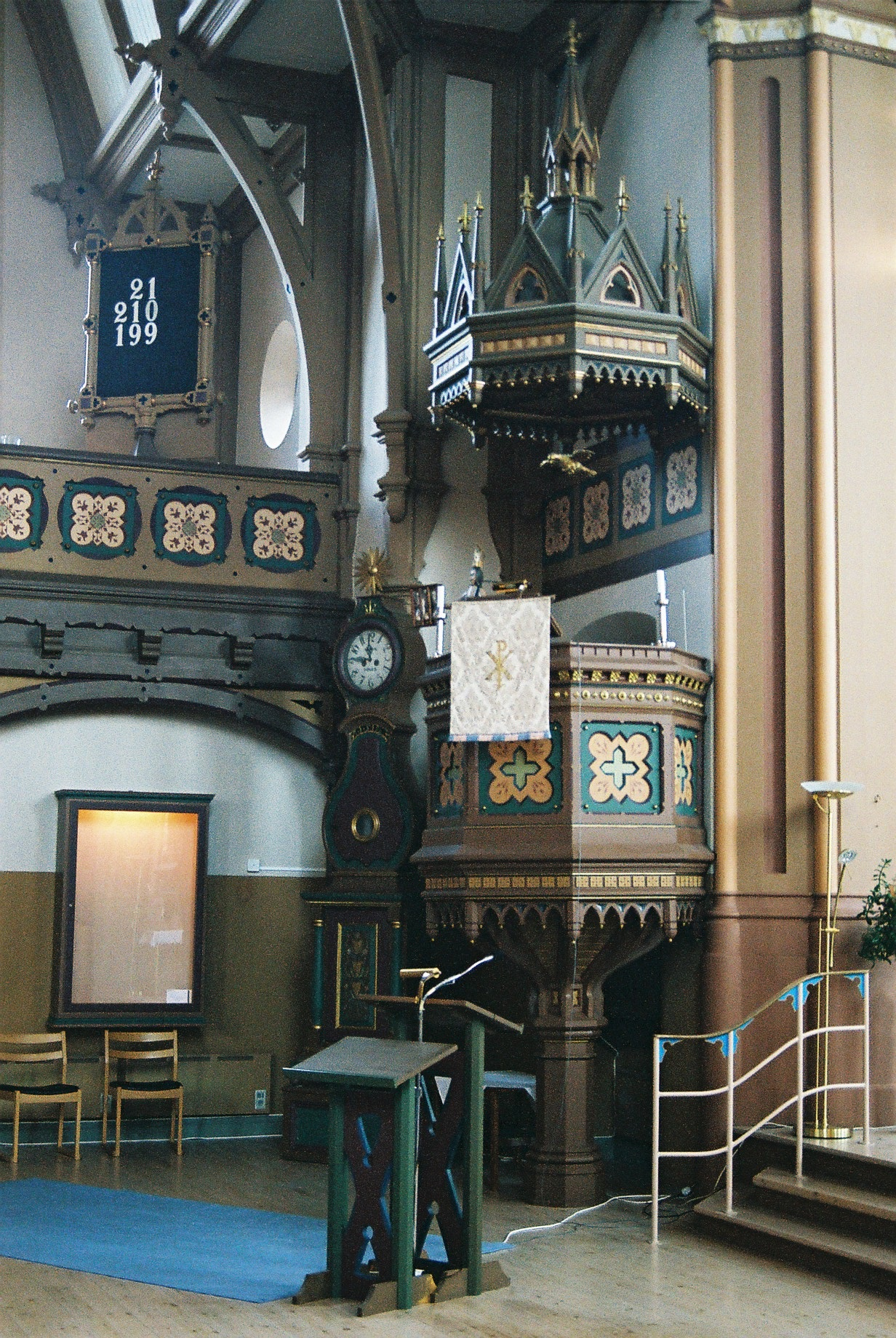
Predikstol
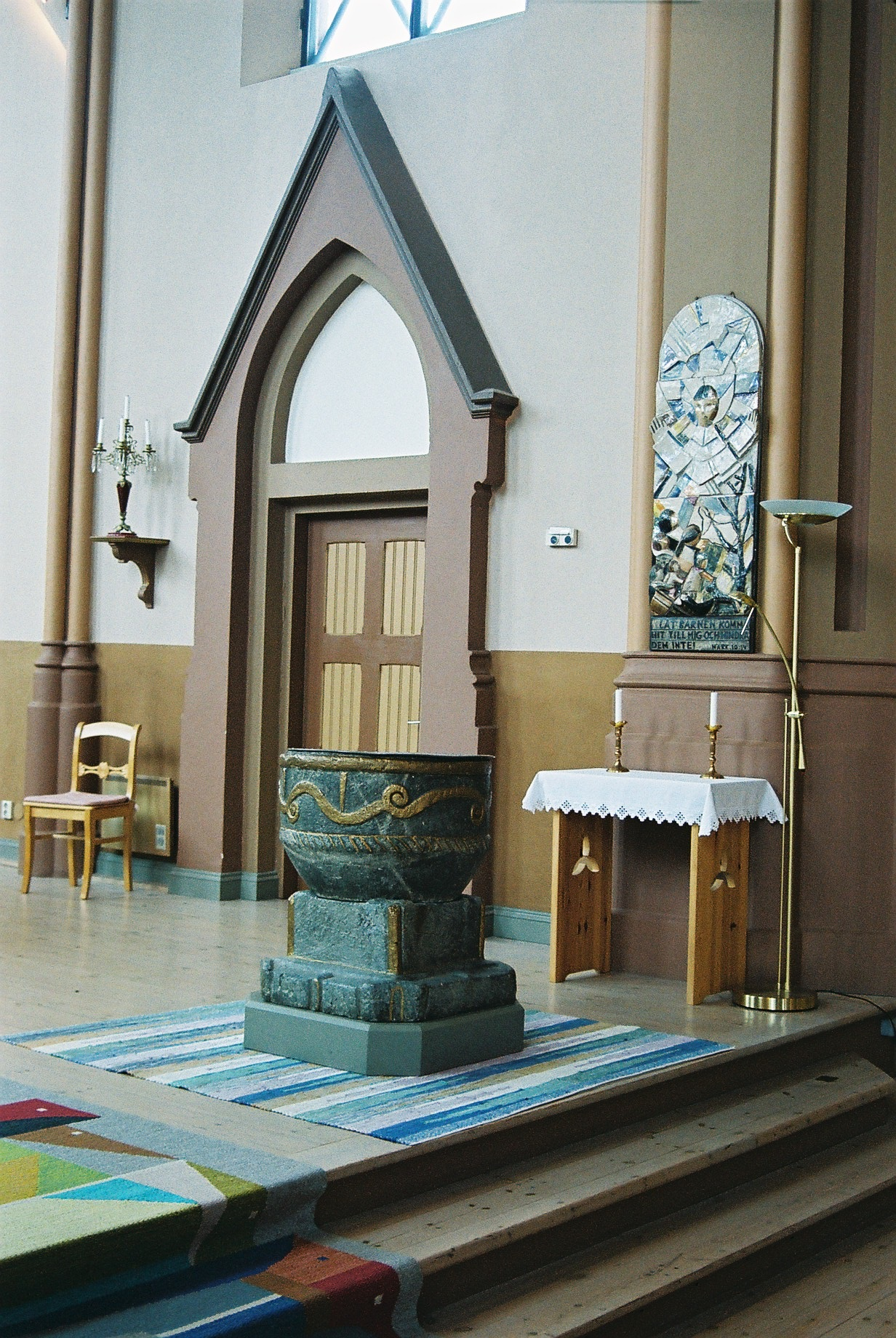
Dopfunt
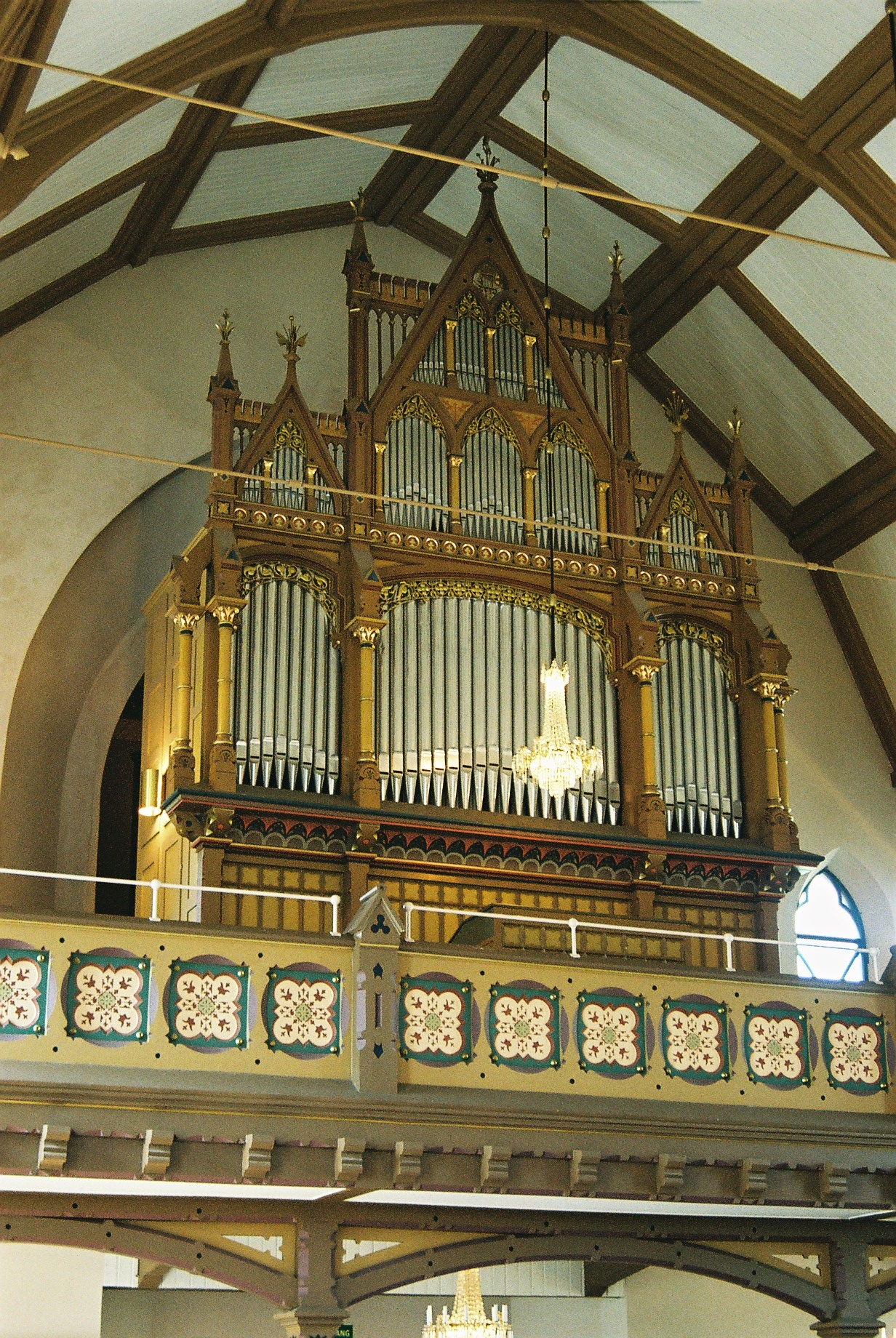
Orgel
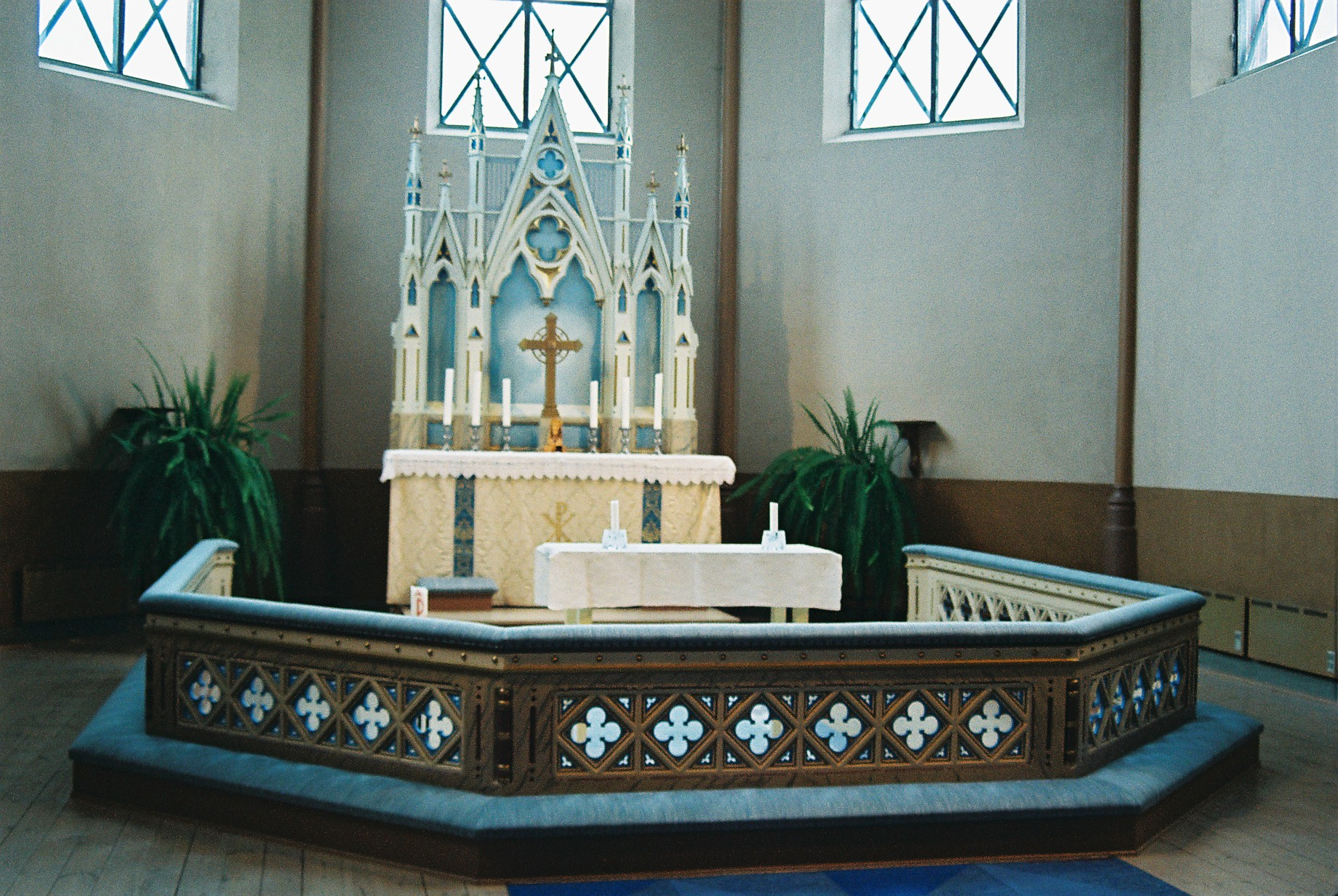
Altaruppsats